# Landesbank Baden-Württemberg
Landesbank Baden-Württemberg (LBBW) est une banque allemande, de type Landesbank.

## Histoire
En 1999, Landesbank Baden-Württemberg (LBBW) est formé par la fusion de SüdwestLB, Landesgirokasse, et de L-Bank. Le 1er août 2005, Baden Württembergische Bank (BW-Bank) est incorporé à la LBBW. Le 1er avril 2008, les activités de la Sachsen LB et la Landesbank Rheinland-Pfalz sont intégrées à LBBW. Ainsi la LBBW est présente dans les Länder de Bade-Wurtemberg, de Rhénanie-Palatinat et de Saxe.
Le LBBW est aussi propriétaire et gestionnaire des German Center présents dans de nombreuses capitales du monde permettant aux PME d'avoir des facilités d'implantations.